# Agua Blanca (Wenezuela)
Agua Blanca – miasto w Wenezueli, w stanie Portuguesa.